# Краматорский троллейбус
Краматорский троллейбус (укр. Краматорський тролейбус) был открыт 6 ноября 1971 года.

## Маршруты
В данный момент в городе действуют 10 маршрутов, из них только 5 работают на регулярной основе. 
- 1 «КТТУ — ул.Юбилейная — НКМЗ» (приостановлен после 2022 года)
- 2 «КТТУ — ул. Парковая — ЦУМ — ЭМСС»
- 2А «КТТУ — ЦУМ — УПСЗН (нерегулярный,работает по указанию диспетчера)»
- 3 «КТТУ — ул. Парковая — ЭМСС» (приостановлен после 2022 года)
- 3А «КТТУ — ул. Парковая — НКМЗ» (приостановлен после 2022 года)
- 4 «КТТУ — ЦУМ — НКМЗ (приостановлен после 2017 года)»
- 5 «Ж/д вокзал — ЭМСС» (приостановлен после 2022 года)
- 6 «КТТУ — Ж/д вокзал»
- 7-А «м-н Ясногорка (КПД) — НКМЗ» (через ул О. Тихого, Аэроклубную, Юбилейную, Дружбы)
- 10 «Лазурный — Ж/д вокзал» (маршрут с автономным ходом был запущен вместо маршрутов 7,8,8а и 8б, которые были убыточными)
- 33-Б «КТТУ — Ж/д вокзал – м-н Шабельковка (который ранее был под номером 6А)»

## История
Троллейбусное движение в Краматорске было открыто 6 ноября 1971 года троллейбусами ЗиУ-5 по маршруту № 1 «179-й квартал — НКМЗ» протяжённостью 8,9 км по улицам Юбилейной и Ленина (ныне Дружбы).
7 ноября 1972 года открыта линия от улицы Юбилейной по улицам Парковой и Социалистической (ныне Василия Стуса), пущен маршрут № 2 с теми же конечными: «179-й квартал — НКМЗ».
В декабре 1979 года введено в эксплуатацию депо на 100 мест.

### Маршруты на1 января1980 года
- 1 «179-й квартал — ул. Ленина — НКМЗ»
- 2 «179-й квартал — ул. Социалистическая — НКМЗ»

1 января 1981 года открыта новая линия по улицам Парковой и Орджоникидзе (ныне Олексы Тихого) до НКМЗ, пущен маршрут № 3 «179-й квартал — ул. Орджоникидзе — НКМЗ».
30 декабря 1982 года открыта новая линия от улицы Юбилейной по улице Парковой и Краматорскому бульвару до депо, маршруты № 2 и № 3 пошли по этой трассе.
6 февраля 1983 года открыта новая линия от ул. Социалистической по ул. Маяковского и Орджоникидзе до завода «Энергомашспецсталь», продлён маршрут № 2. Больше расширения троллейбусной сети не было.

### Маршруты на1 января1984 года
- 1 «КТТУ (179-й квартал) — ул. Ленина — НКМЗ»
- 2 «КТТУ — ул. Социалистическая — ЭМСС»
- 3 «КТТУ — ул. Орджоникидзе — НКМЗ»

В 1990-х годах появились короткие маршруты № 2А (до ул. Маяковского) и № 4 «КТТУ — ул. Социалистическая — НКМЗ» по Краматорскому бульвару, улицами Парковой, Социалистической, Ленина — оба маршрута работают нерегулярно.
С 23 апреля 2003 года трамвайно-троллейбусное управление было реорганизовано в КП «КТТУ».
3 мая 2014 года движение электротранспорта в центре города остановлено.
28 мая 2014 года возобновлено движение троллейбусов 3 маршрутов.

### Маршруты на1 января2017 года
- 1 «КТТУ — ул. Юбилейная — НКМЗ»
- 2 «КТТУ — ЭМСС»
- 3 «КТТУ — ул. Парковая — ЭМСС»
- 5 «Ж/д вокзал (Старый город) — ЭМСС»
- 6 «КТТУ — Ж/д вокзал (Старый город)»Троллейбусы 5 и 6 на ул. Школьной (возле ж/д вокзала)

В сентябре 2006 года, после закрытия в 2003 году трамвайной линии, в качестве компенсации началось строительство новой линии троллейбуса от улиц Олексы Тихого и Конрада Гампера в Старый город до Краматорского железнодорожного вокзала. Однако, вскоре эти работы были приостановлены на неопределенное время.
10 ноября 2015 года начались активные строительные работы по строительству новой троллейбусной линии и оборотного троллейбусного кольца возле железнодорожного вокзала в Старом городе, официальное открытие которой состоялось 15 января 2016 года с открытием нового троллейбусного маршрута № 6 («КТТУ — Ж/д вокзал»). Маршрут проходит по улицам Коммерческой, Школьной, Северской, Конрада Гампера, Олексы Тихого, Парковой и Краматорскому бульвару. Таким образом, спустя 13 лет на вокзал вернулся маршрут городского электротранспорта. 3 апреля 2017 года ещё один новый маршрут (№5, «Ж/д вокзал — ЭМСС») соединил вокзал и промзону.

### Маршруты на2018 год
- 1 «КТТУ — ул. Юбилейная — НКМЗ» (курсирует с 06:00 до 17:00)
- 2 «КТТУ — ул. Парковая — ул. Василия Стуса — ЭМСС» (курсирует с 05:20 до 00:30)
- 3 «КТТУ — ул. Парковая — ул. Олексы Тихого — ЭМСС» (курсирует с 06:00 до 17:00)
- 5 «Ж/д вокзал (Старый город) — ЭМСС» (курсирует с 05:45 до 20:00)
- 6 «КТТУ — Ж/д вокзал (Старый город)» (курсирует с 05:25 до 21:00)
- 7 «микрорайон Ясногорка (КПД) — ЭМСС» (от магазина АТБ — на автономном ходу)
- 7-А «микрорайон Ясногорка (КПД) — НКМЗ» (от магазина АТБ — на автономном ходу)
- Маршруты 2-А, 3-А, 4 и 5-А в данный момент не курсируют в связи с их нерентабельностью.

20 апреля 2019 года в тестовом режиме начали свое движение первые в городе парные кольцевые троллейбусные маршруты №8а и №8б,к которые связали Соцгород и микрорайон Лазурный.
С 25 марта 2020 года общественный транспорт осуществлял перевозки пассажиров в тестовом режиме во время пиковых нагрузок, с сохранением специальной подачи — с 5-30 до 10-00 часов и с 14-30 до 19-30 часов.
С целью предотвращения распространения на территории Украины острой респираторной болезни COVID-19 городской штаб решил остановить 9,10 и 11 мая в городе движение всего общественного транспорта.

### Троллейбусное движение в период боевых действий
24 февраля 2022
— В связи с чрезвычайной ситуацией, для сохранения запасов топлива, на случай принятия экстренных действий и оперативного решения вопросов в случае обострения военной ситуации (вывоз раненых, больных, или других групп населения) с 9:00 было остановлено движение городских и пригородных автобусов. В городе работали только троллейбусы. Троллейбусное движение поддерживалось в штатном режиме,время работы с 08:00 до 16:00, проезд бесплатный.
Март 2022
— Временно запускаются следующие троллейбусные маршруты:
№6А «КП КТТУ — Ж.д. вокзал — м-н Шабельковка (Сельсовет)»
№6Б «КП КТТУ — Ж.д. вокзал — м-н Городещино (Теплоприбор)»
№6В «КП КТТУ — Ж.д. вокзал — м-н Красноторка (Сельсовет)»
Также временно запускается троллейбусный маршрут 2Б в микрорайоне Ясногорка (Универсам). Интервал движения — 40 минут. Время работы 08:00-17:00.
Все описанные маршруты обслуживаются троллейбусами с опцией автономного хода.
Апрель 2022
— Введен троллейбусный маршрут № 6Г «КП КТТУ — м-н Новоселовка (ул. Крымская)» по следующей схеме: КП КТТУ — бул.Краматорский — ул. Парковая — ул. О. Тихого — ул. Центральная — ул. Стратосферная — ул. Шота Руставели — ул. Ржавского — ул. Крымская.
Май 2022
— С 27.05.22 введен временный троллейбусный маршрут № 6Д «КП КТТУ — Железнодорожный вокзал — з-д Кондиционер» по следующей схеме: КП КТТУ — Железнодорожный вокзал — ул. Северская — ул. Школьная — ул.  Проездная — ул. Железнодорожная — ул. Элеваторная — Железнодорожный вокзал — КП КТТУ.
Июнь 2022
— Tроллейбусы БКМ 321 № 0203-0205, АКСМ 321 (СП «Янікс») № 0206-0209 и Дніпро Т203 № 0210-0216 вывезены из Краматорска в Днепр. Eжедневно на маршруты выходили 16 троллейбусов: 9 с АХ и 7 без него. Из города вывезены 14 новых троллейбусов, которые в связи с уменьшением пассажиропотока остались без работы.
Ноябрь 2022 —
Возобновилось полноценное движение общественного транспорта Краматорска.
Работают 14 автобусных и 5 троллейбусных маршрутов.
Восстановлено движение троллейбусов по маршрутам 2, 6, 7А по обычным схемам движения.
Запущено 2 новых троллейбусных маршрута: №10 «м-н Лазурный — Вокзал» и №33Б «КТТУ — Вокзал — м-н Шабельковка», который работал до этого под намером 6А.
Отменены временные троллейбусные маршруты 2Б, 6Б, 6В, 6Г и 6Д, работавшие с использованием троллейбусов с автономным ходом и временно заменявшие автобусные маршруты, начиная с марта 2022 года.
Стоимость проезда вновь стала платной и составляла 12₴ наличными и 10₴ картой.
Август 2023 —
Изменилась работа  троллейбусных маршрутов №6 и 10.
На маршрут № 10 добавилась еще одна машина.
Общий выпуск машин на линии повысился до 5.
Маршрут №6 делает лишь 1 полный рейс вечером и далее в депо.

### Дальнейшая перспектива развития троллейбусной сети
Линия в Старый Город (до ж/д вокзала): строится ещё одна линия на ж/д вокзал через Соцгород (центр города) по маршруту: «ул. Маяковского — Ж/д вокзал (Старый город)» (по ул. В. Стуса — ул. Парковая — ул. О. Тихого). Для запуска необходимо построить поворотную стрелку, что должно произойти после ремонта контактной сети по ул. Парковая.
Линия на поселок Весёлый: руководством КТТУ было сделано заявление о намерениях запустить отдельную линию, а 3 августа 2017 года стал известен проект одного из маршрутов. В марте 2018 было принято решение об отказе от строительства в связи с невозможностью проезда по ул. Центральной (местами узкая дорога). Взамен, будут запущены троллейбусы с автономным ходом. Также рассматривался проект демонтажа рельс и оставшейся трамвайной контактной сети, и последующего расширения дороги. В итоге дорогу так и не расширили, а вместо троллейбуса стал ходить автобус на маршруте 5а.

## Подвижной состав
Всего КТТУ имеет в своём распоряжении 48 троллейбусов.
По состоянию на октябрь 2021 года маршруты обслуживаются машинами следующего типа:
- ЗиУ-682В (14 машин) с 1973 года (5 из них обновлены капремонтом)
- ЮМЗ-Т1 (4 машины) с 1993 год (1 был списан в 2008 году,3 списаны в августе-сентябре 2021 года)
- ЮМЗ-Т2 (7 машин) с 1994 года (3 из них обновлены капремонтом) (1 списан и 6 работают)
- Mercedes-Benz O405GTZ (2 машины) с 2016 года
- БКМ-321 (3 машины) с 2017 года
- АКСМ-321 (4 машины) с 2017 года
- Днепр-Т203 (7 машин) с 2017 года
- Днепр Т203 с автономным ходом (9 машин) с 2018 и 2019 гг.

15 января 2016 года доставлены 2 троллейбуса Mercedes-Benz O405GTZ из Винтертура, Швейцария (№ 201 и 202). Машины приобретены на частные средства и прошли подготовку к эксплуатации на территории Краматорского завода тяжёлого станкостроения. Курсировали на 2 маршруте до 2019 года после чего были выставлены на продажу. 
На данный момент оба троллейбуса проданы, но остаются на территории депо. Дальнейшая судьба их неизвестна.
27 декабря 2016 года был привезён первый троллейбус белорусского производства БКМ-321, спустя три недели были привезены ещё 6 похожих машин. Обслуживают маршруты №2,3,5,6.
Летом 2017 года введены в эксплуатацию 7 троллейбусов Днепр Т203. Обслуживают маршруты №2 и 6.
19 сентября 2018 года введены в эксплуатацию 4 троллейбуса Днепр Т203 с автономным ходом. Обслуживают новый маршрут №7 посёлок Красногорка (ул. Танкистов) — ул. Маяковского. Часть этой линии не имеет контактной сети.
В марте 2019 были доставлены ещё 5 машин Днепр Т203 с автономным ходом, которые будут обслуживать маршрут с Лазурного.
Все маршруты обслуживаются в единственном депо города, которое находится по адресу: ул. Аэроклубная, 103.

## Цена проезда
Цена проезда до весны 2016 года — 1,25 грн.
Цена проезда с весны 2016 года — 2,00 грн.
Цена проезда с 18 мая 2017 года — 3,00 грн.
Цена проезда с 24 октября 2018 — 4,00 грн.
Цена проезда с 12 сентября 2019 — 5,00 грн.
С 2 июня 2021 года цена проезда составляла 8 грн.
С января 2022 года цена за проезд была 10 и 12 грн: 10 для оплаты с карты и 12 за наличные.
С 24 февраля 2022 года проезд стал бесплатным на время военных действий.
С 15 ноября 2022 года цена на проезд составляет 12 грн. наличными и 10 грн. оплатой через карту.
Оплата проезда возможна с помощью бесконтактных карт Visa и MasterCard, а также мобильных устройств с бесконтактным модулем (напр., Apple Pay, Google Pay).